# アルダン高地
アルダン高地（アルダンこうち、Aldan, ロシア語: Алданское нагорье, サハ語: Алдан үрдэлэ
）とはロシアのシベリア東部にある高山地帯である。サハ共和国の南端部にある。最高部は2,264mに達する。
シベリア南部の高地の一部をなす。北はレナ川沿岸のヤクート低地、南はスタノヴォイ山脈になる。高地の北部は東西方向のアルダン川渓谷があり、その北の丘陵をアムガ川が東西に貫く。アルダン川はアルダン高地西側から北側へ沿って流れ、川沿いの山中にアルダンの町がある。スタノヴォイ山脈へ移行する高地南部にはチュリマンの町がある。チュリマンやネリュングリなど高地南部一帯は炭鉱地帯・南ヤクート炭田として有名。
高地の西は、オリョークマ川の渓谷を挟みスタノヴォイ高地が広がる。南側は、南西から南東まで一直線にスタノヴォイ山脈がのび。南西にはウチュル川支流のゴナム川の渓谷、東はウチュル川本流の渓谷で、北東はウチュル川とアルダン川の合流地点。		
座標: 北緯58度37分0秒 東経125度24分0秒 / 北緯58.61667度 東経125.40000度